# Philip Jones Brass Ensemble
L'ensemble de cuivres Philip Jones (The Philip Jones Brass Ensemble en anglais) a été fondé par le trompettiste anglais Philip Mark Jones en 1951.
Depuis le départ à la retraite de Philip Jones, l'ensemble se nomme "London Brass"

## Histoire
Réunissant les meilleures solistes de la scène musicale anglaise, il a très vite développé la musique pour cuivres. De la musique de la Renaissance à la musique d'aujourd'hui, l'ensemble a créé bon nombre d'arrangements ou de créations. Une bonne partie de ces pièces ont été éditées chez Chester Music, dans la collection « Just Brass ».
Des compositeurs tels que : Malcolm Arnold, Toru Takemitsu, André Previn, Witold Lutosławski, Michael Berkeley, Jim Parker, Gordon Langford, Einojuhani Rautavaara, Zsolt Durkó, Elgar Howarth, Richard Rodney Bennett, Stephen Dodgson, Harrison Birtwistle, Léonard Salzedo, Raymond Prémru et encore beaucoup d'autres, ont composé des œuvres spécialement pour l'ensemble.
Le Philip Jones Brass Ensemble a joué dans plus de 30 pays, notamment les États-Unis, l'Italie, la France, la Suisse, l'Égypte, le Brésil, le Japon, la Suède, le Portugal, en Inde, en Australie, en Iran, Israël, le Liban, Portugal, Turquie, la Finlande... et a réalisé l'enregistrement de plus de 50 disques. Il est présent sur la pièce Atom Heart Mother de Pink Floyd.
Depuis la mort de son fondateur en 2000, il continue sa route sous son nouveau nom, London Brass.

## Liste des musiciens
- Trompettes : Philip Mark Jones ✝ 2000 - James Watson ✝ 2011 - Elgar Howarth ✝ 2025 - Michael Laird - Rod Frank ✝ 2014   - Nigel Gomm ✝ 2011 - Tim Hawes - Maurice Murphy ✝ 2010 - John Wallace - Peter Reeve ✝ 2006 - John Wilbraham ✝1998 - John Miller - Paul Archibald - Graham Ashton - Eric Bravington ✝ 1982 - Simon Ferguson - Joseph Atkins - Howard Snell - Crispan Steele-Perkins - Norman Archibald - Colin Rae - Sidney Ellison - Laurie Evans - Roy Copestake ✝ 1979 - Stanley Woods - Bram Wiggins ✝ 2014 - Ian Wilson - Graham Withing - Peter White - Alan Stringer - Bruce Nockles - Donald Blakeson - Mark Emney - Arthur Fairlie - Trevor Green - Edward Hobart - William Houghton
- Cors : Ifor James ✝ 2004 - Alan Civil ✝ 1989 - Frank Lloyd - Charles Gregory - John Pigneguy - Anthony Randall - Richard Bissell - Timothy Brown - Anthony Chiddell - Christopher Larkin - Barry Tuckwell ✝ 2020 - Michael Thompson - Anthony Halstead - James Buck - Denzil Floyd
- Trombones : John Iveson - Raymond Brown - Roger Brenner ✝ 2007 - Raymond Premru ✝ 1998 - Denis Wick  ✝  2025 - Roger Harvey - Christopher Mowat - Arthur Wilson ✝ 2010 - Evan Watkin - Gérald McElhone ✝ 2011 - David Purser - Lindsay Shilling - Stephen Sanders - Harold Nash - Eric Crees - Peter Gane ✝ 2024 - Frank Matheson - Peter Goodwin - Peter Harvey - Derek James - David Whitson - Simon Wills.
- Euphonium : David Moore - John Clark
- Tubas : John Wilson - John Fletcher ✝ 1987 - James Gourlay - Patrick Harrild - David Honeyball - John Jenkins ✝ 2008 - John Smith - David Powell
- Percussion : David Corkhill - Gary Kettel - Nigel Bates - Tristan Fry - Michael Frye - Charles Fullbrook - Stephen Henderson - Terry Emery - John Chimes - Pat Brady - John Cave - James Holland - Robert Howes

## Discographie
Great Marches LP 417 329-1 Decca / CD 430 754-2 Decca

Grand March Aida, Verdi - Marche Lorraine, Ganne - Sambre et Meuse, Turelet - Old camarades, Teike - Marching Thro' Georgia, Miller - Shukuten March, Dan - Colonel Bogey, Alford - Dam Busters, Coates - Entry of Gladiators, Fucik - Under the Double Eagle, Wagner - Lilliburlero, trad - Radetzky march, Strauss - Pomp and Circumstance 1, Elgar - The Wedding march, Mendelssohn - Marche militaire, Schubert - Grand Coronation march, Meyerbeer - Grand March, Wagner - Washington Post, Sousa - Stars and stripes forever, Sousa

Directed by Elgar Howarth
In Switzerland LP DPf 600 Claves / CD 50-600 Claves

Basle March, arr Howarth - Music Hall Suite, Horovitz - Cuckoo, arr Howarth - Tarantango, Civil - Lucerne Song, arr Howarth - Zurich March, arr Howarth - Petite Suite, Koestier - Old Chalet, arr Howarth - Carnival of Venice, arr Howarth - Berne Patrol, arr Howarth
Fanfare LP ZRG 870 Argo / CD 927-2 Marcophon

Processional Fanfare, Howarth - Fanfares pour Britannicus, Jolivet - Fanfare for brass, Tippett - Ceremonial fanfare, Copland - The Cenci, Brian - Spitfire Prélude and fugue, Walton - Agincourt song, arr Howarth - Earl of Salisbury's Pavane, Byrd - Greensleeves, arr Howarth - Dances of the french renaissance, Gervaise/Attaingnant - Trumpet tune and air, Purcell

Directed by Elgar Howarth and Howard Snell
Music for the Courts of Europe CD 417 524-2

Rose without a Thorn, Henry 8 - Mal Sims, Farnaby - His dream, Farnaby - His Humour, Farnaby - Pavane, Bull - King's hunting jig, Bull - In Nomine, Gibbons - 3 Sonatas, Scarlatti - Suite for brass, Bach - Brandenburg concerto 3, Bach
PJBE Finale LP ABRD 1190 Chandos / CD 8490 Chandos

Triolet for Brass, Prévin - Music from Chaucer, Berkeley - Mini Overture, Lutoslawski -Sinfonietta, Durko - Playgrounds for Angels, Rautavaara

Directed by Lionel Friend and Elgar Howarth
Pictures at an Exhibition and Carnival of the Animals CD 425 022-2 Decca

Pictures at an Exhibition, Mussorgsky - Carnival of the Animals, Saint-Saëns

Directed by Elgar Howarth and Philip Jones
Pictures at an Exhibition LP ZRG 885 Argo

Pictures at an Exhibition, Mussorgsky

Directed by Elgar Howarth
La Battaglia LP ZRG 932 Argo / CD 930-2 Marcophon

The Battell, Byrd - Udite ecco le trombe, Banchieri - Biblical Sonata no1, Kuhnau - Newark Siège, Jenkins - La Réjouissance, Handel

Directed by Elgar Howarth and Philip Jones
Lollipops LP D 8503 Claves / CD 50-8503-2 Claves

London miniatures, Langford - Flight of the Bumble bee, Rimsky Korsakov - Hamabe no uta, arr Iveson - Variations on Tyrolean thème, Arban - Kleiner zirkusmarsch, Koestier - Norwegian Dance 2, Grieg - Bethena, Joplin - A Londoner in New York, Parker

Directed by Philip Jones
Handel for Brass LP SXDL 7564 Decca / CD 411 930-2 Decca

Arrival of the Queen of Sheba- Minuet from Berenice - Air & variations from Harmonius Blacksmith - March from Occasional Oratorio - Largo from Xerxes - Water Music - Fireworks Music

Directed by Elgar Howarth
Festive Brass LP ZRG 912 Argo / CD 926-2 Marcophon

Festfanfare, Uhl - Sokol Fanfare, Janacek - Pièce héroïque, Franck - Fanfare Lord Mayor of London, Bliss - O Vos Omnes, Casals - Fanfare Liturgiques, Tomasi - Fanfare for the Common Man, Copland - Russian Funéral, Britten - Thème Hock, Bourgeois - The Eagle has two Heads Fanfare, Britten - Festmusik der Stadt Wien, Strauss

Directed by John Iveson
The Glory of Venice CD 417 468-2 Argo

Quem vidistis pastores ?, Gabrieli - Canzon IV a 6, Gabrieli - O Jesu mi dulcissime, Gabrieli - Canzon per sonar a 4, Gabrieli - Jubilate Déo, Gabrieli - In ecclesiis, Gabrieli - Timor et tremor, Gabrieli - O magnum Mysterium, Gabrieli - Canzon XII a 8, Gabrieli

with: Choir of King's Collège Cambridge directed by Stephen Cleobury
Garden Rain works of Toru Takemitsu CD Echo 20/21 Series 00289 477 5382 Deutsche grammophon

Garden Rain - Le son calligraphie 1, 2, 3 - Hika/Elegy - Folio 1, 2, 3 - Distance - Voice - Stanza - Eucalypts 1,2

with Ursula Hollinger - Basel Ensemble - Aurèle Nicolet - Heinz Hollinger - Ida Kavafian - Peter Serkin - Kiyoshi Shomura
Der langwierige Weg in die Wohnung der Natascha Ungeheuer Show mit 17 CD 449 873-2 Deutsche Grammophon

with William Pearson - Fires of London - Gunter Hampel free Jazz Ensemble - Giuseppe Agostini - Stomu Yamash'Ta -

Directed by Hans Werner Henze
Brass at Walhalla LP 414 149-1 Decca / CD 544 667-2 Decca Bouquet

Grosser Festmarch, Wagner - Die Meistersinger von Nuremberg, Wagner - Tannhauser, Wagner - Lohengrid, Wagner - Gotterdämmerung, Wagner - Das Rheingold, Wagner

Directed by Elgar Howarth
Stars & Stripes Forever - John Philip Sousa LP 410 290-1 Decca / CD 410 290-2 Decca

Semper Fidelis - Guide Right - King Cotton - The Thunderer - The Corcoran Cadets March - El Capitan - Washington Post - On Parade - Comrades of the Legion - The Liberty Bell - The Directorate - The Bride Elect - Hail to the Spirit of Liberty - The Stars and Stripes Forever

Philip Jones Ensemble Directed by Elgar Howarth
Gloria - Sacred music of John Rutter CD COLCD 100 Collegium

Gloria - Anthems

with Cambridge Singers - The City of London Sinfonia directed by John Rutter
Classics for Brass LP ZRG 731 Argo

Fanfare Stadt Wien, Strauss - Funéral March, Grieg - Sonatine, Bozza - Fanfare La Péri, Dukas - Fanfare Narcisse, Jolivet - Sonata, Poulenc - Symphony for brass and percussion, Schuller

Directed by Elgar Howarth
Just Brass LP ZRG 655 Argo

Quintet, Arnold - Suite for brass septet, Dodgson - Divertimento for brass, Salzedo - Symphony for brass quintet, Ewald
Romantic Brass LP ZRG 928 Argo

Tarantella from op. 102, Mendelssohn - Scherzo from Terzetto op. 74, Dvorak - Quintet in Db major, Ewald - Humoresque op. 101, Dvorak - Two Ukrainian folk Tunes, Léontovitch - In modo religioso op. 38, Glazunov - Quartet no 5 op. 38, Ramsöe
Brass now and Then LP SDD 274 Decca

Antiphonal fanfare for three brass choirs, Bliss - Canzon for brass, Simpson - Fanfare for Saint Edmondsbury, Britten - Fanfare Opening of the Bath Festival 1969, de Haan - Flourish for two brass orchestras,"Greetings to a city", Bliss - Fanfare for the coronation of Queen Elizabeth II, Bullock - Fanfare for the wedding of Princess Elizabeth 1948, Bax - Concerto for seven trumpets and timpani, Altenburg - Three Equali for four trombones, Beethoven - Divertimento K 187 for 2 flûtes 5 trumpets and timpani, Mozart

Directed Elgar Howarth
Strings and Brass LP ZRG 644 Argo

Canzon primi toni 1 a 8, Gabrieli - Canzon Prima a 5, Gabrieli - Concerto for two trumpets, Vivaldi - Canzon a 8, Gabrieli - Canzon prima a 4 La Spiritata, Gabrieli - Sonata Natalis, Vejvanovsky - La Posta, Vejvanovsky - Harmonia Romana, Vejvanovsky - Sontata Tribus, Vejvanovsky - Balleti pro Tabula, Vejvanovsky

with John Wilbraham and Philip Jones solo trumpets, Academy of St. Martin-in-the-Fields directed by Neville Marriner
Langlais and Duruflé LP ZRG 938 Argo

Mass Cum Jubilo op. 11, Duruflé - Mass Salve Regina, Langlais

with The Richard Hickox Singers directed by Richard Hickox
Renaissance Brass LP ZRG 823 Argo

Trumpet Intrada, Franchos - Il est bel et bon, Passereau - Oublier veul, Agricola - Madrigal dell'Eterna, Lassus - Saltarello, Vechhi - Susato Suite, Susato - Earle of Oxford's March, Byrd - Giles Farnaby suite, Farnaby - Royal Pavane, Gibbons - In Nomine, Gibbons
Philip Jones brass Ensemble Plays LP ZRG 813 Argo

Divertimento, Addison - Sonata for brass, Dodgson - Thème and variations, Gardner - Comedia IV, Bennett
Divertimento LP ZRG 851

Four pièces for brass quintet, Maurer - Sleeping beauty waltz, Tchaikovsky - Quartet in the from of a sonatina, Simon - Etude characteristique, Arban - Fanfare for brass quintet, Bennett - Fantasy for trombone, Arnold - Pasce Tuos, Howarth - Four Outings for brass quintet, Prévin
Easy Winners LP ZRG 895 / CD 929-2 Marcophon

Kraken, Hazell - Tuba Sérénade (Eine kleine Nachtmusik), Mozart - Ragtime Dance, Joplin - Black Sam, Hazell - Frère Jacques, Iveson - Borage, Hazell - Easy Winners, Joplin - Tico Tico, Abreu - Mr Jums, Hazell - Czardas, Monti - Le petit nègre, Debussy - Of Knight and Castles, Premru - Le bateau sur Léman, Premru - Blues march, Premru

Directed by John Iveson
The Gabrielis in Venice LP SXDL 7581 / K7 KSXDC 7581

Canzon vigesimaottava a 8 - Canzon septimi tuoni a 8 - Canzon a 8 - Ricercar del duodecimo tuono a 4 - Sonata pian e forte - Canzon per sonar a 4 - Canzon a 8 - Canzon primi toni a 8 - Canzon vigesimasettima a 8 - Sonata a 3 - La Spiritata a 4 - Canzon a 6 - Aria della Battaglia a 8 
Directed by Philip Jones
Baroque Brass LP ZRG 898 Arga / CD 425 727-2 Decca

Sonata a 7, Biber - Sonata die Bankelsangerlieder, Anon - Intrada, Franck - Intrada V, Hassler - Sonata for trumpet and 3 trombones, Speer - Sonata for 3 trombones, Speer - Sontat for 4 trombones, Speer - Sonata for 2 trumpets and 3 trombones, Speer - Canzon a 10, Scheidt - Nun danket Alle Gott, Bach - Aria and Fugue in imitation of the Postillo's Horn, Bach - Sonata K380, Scarlatti - Sonata K430, Scarlatti - Sonata K443, Scarlatti - Menuetto and courante for solo tuba, Bach - March, CPE Bach
Justin Connolly LP ZRG 747 Argo / CD Lyrica

Poems of Wallace Stevens 1, Connolly - Cinquepaces for brass quintet, Connolly - Verse for eight voices 1 and 2, Connolly - Triad 3, Connolly

with Jane Manning, Nash Ensemble, John Alldis Choir, Vesuvius Ensemble
Toccata and Fugue - Live Japan 1981 LP K28C-175 Seven Seas

Canzon, Gabrieli, Scherzo, Boehme - London Miniatures, Langford - Bach for Brass (Badinerie, air, Toccata and Fugue, Bach - Stardust, Carmichael - Post horn Galop, Koenig
Focus on PJBE LP ZRDL 1001 / K7 KZRDC 1001

Terpsichorean Suite, Praetorius - Fantasy for six brass, Dodgson - Procession of the Nobles, Rimsky Korsakov - Brass Symphony, Koestier - Gladiolus Rag, Joplin - Londonderry Air, trad - The Cuckoo, trad - Jealousy, Gade
Golden Brass LP ZRG 717

A renaissance Sequence of Italian 16th century music, Lappi, Banchieri, Gabrieli, Massaino - Battle Suite, Scheidt - Music for His majesty's Sackbuts and Cornetts, Locke - A sequence of English 16th Century Dance Music, Brade, Holborne, Dering, Tomkins, Aston
Modern Brass LP ZRG 906

Symphony for brass, Arnold - Music from Harter Fell, Premru - Capriccio for brass quintet, Salzedo
Concert Music Hindemith LP ZRDL 1000 / CD

Concert music for strings and brass - Morgenmusik for brass - Concert music for piano, brass and harps

with Philip Jones Ensemble, Paul Crossley piano

Directed by Elgar Howarth
Families of Orchestra séries no3: Brass Emi 7EG 8960
Signal and Air from Petite Suite, Koestier - Tarantango, Civil - March, Maurer - Galop from Divertimento, Addison - Soft Shoe Shuffle from Music Hall suite, Horovitz